# Władysław Jóźwicki
Władysław Jóźwicki (ur. 20 kwietnia 1918 w Piotrkowie w województwie lubelskim, zm. 15 czerwca 1943 na „Lisich Jamach” koło Miętnego) – polski urzędnik, żołnierz AK ps. „Sęp”, harcerz. Patron szkoły podstawowej w Górznie.

## Życiorys
Szkołę powszechną ukończył w Baranowie, tam też wstąpił do harcerstwa. Później uczył się w Warszawie, gdzie ukończył Państwową Szkołę Handlową Męską im. Stanisława Szczepanowskiego.
Podjął pracę w urzędzie gminy w Górznie. Zaraz po rozpoczęciu okupacji podjął działalność w konspiracji, podobnie jak jego dwaj starsi bracia Edward Jóźwicki i Bolesław Jóźwicki. 3 maja 1940 roku został awansowany na stopień starszego strzelca. Działał jako łącznik, a także walczył w oddziale dywersji. Pracował również jako drukarz tajnych gazetek, zajmował się też ich kolportażem.
Został ranny i aresztowany podczas akcji zniszczenia mleczarni produkującej mleko na potrzeby Wehrmachtu. Towarzyszący mu Stanisław Paziewski ps. „Brzoza” i Jan Więckowski ps. „Bolek” zginęli. Poddany ciężkiemu śledztwu i torturom. Zbiegł podczas transportu. Ponownie zatrzymany przez tak zwaną granatową policję, przekazany Gestapo i poddany dalszemu ciężkiemu śledztwu. Dochował tajemnicy. Jak twierdził Czesław Benicki ps. „Komar”, zastępca komendanta Obwodu AK Garwolin, ze względu na bardzo liczne kontakty i szerokie zaangażowanie „ewentualne załamanie się Jóźwickiego byłoby absolutnym nieszczęściem dla naszej organizacji”. Został rozstrzelany w lesie w okolicach Miętnego.
Po wojnie przeniesiony z tymczasowej mogiły na cmentarz w Górznie i pochowany wraz ze Stanisławem Paziewskim i Janem Więckowskim w pamiątkowej mogile. W 1997 roku jego imię zostało nadane górzneńskiej szkole podstawowej. 15 kwietnia 1997 odznaczony pośmiertnie Krzyżem Armii Krajowej.